# هارولد لورانس
هارولد لورانس هو سياسي كندي، ولد في 17 ديسمبر 1887.